# Szent Lőrinc-víziút
A Szent Lőrinc-víziút a Szent Lőrinc-folyó medrében kialakított hajózóutak, illetve a folyótól elválasztott mesterséges hajózási csatornák és zsilipek rendszere, amelyek a kanadai Montréaltól lehetővé teszik a tengerjáró hajók bejutását az észak-amerikai kontinens szívében fekvő Nagy-tavakra. A víziutat a Szent-Lőrinc folyóról nevezték el. 

## Története
A víziút igénye már a XIX. században felmerült. A Nagy-tavak egyfajta amerikai beltengerként funkcionáltak, amelyen belül az óceánihoz nagyon hasonló hajózás zajlott. A XIX. századi gabonakonjuktúra idején az európai piacokon hatalmas igény mutatkozott az amerikai gabonára, a Nagy-tavak vidékén fekvő gabonatermő vidékek számára pedig kézenfekvőnek látszott, hogy áruikat nagy hajókon juttassák el Európába. Sajnálatos módon kilenc falu megsemmisült a zsiliprendszer építése közben, ezek emlékére parkot nyitottak.

A csatorna több szakaszban készült el. A legnagyobb építkezések a II. világháború befejezését követő ipari fellendülés idején zajlottak. A mai víziútat 1959. június 26-án avatta fel II. Erzsébet brit királynő (Kanada uralkodójaként) és Eisenhower amerikai elnök.

## Útvonala
A víziút Montréalnál kezdődik az ún. Déli Part-csatornával. A csatorna célja, hogy kikerülje a Szent Lőrinc-folyón elhelyezkedő Lachine-zúgót, amely lehetetlenné teszi a hajók feljutását. A Déli Part-csatorna néhány kilométerrel a zúgó fölött visszatorkollik a kiszélesedő Szent Lőrinc-folyóba.
A víziút következő mesterséges szakasza a Montréaltól nyugatra elhelyezkedő, 20 km hosszú Beauhamois csatorna. Ez a Szent Lőrinc-folyó számtalan szigetét kerüli ki, majd ismét visszatorkollván a folyamba a Cornvall szigetnél eléri az Egyesült Államok területét. A víziút ettől kezdve az Az Egyesült Államok és Kanada határán halad.
Kingstonnál eléri az Ontario-tavat. A tó nyugati végében kezdődik a víziút újabb mesterséges szakasza, a Welland-csatorna, melynek feladata, hogy a Niagara-vízesés kikerülésével biztosítsa a hajók átjutását az Ontraio-tóról az Erie-tóra. Az Eire-tó és a Szent Klára-tó közötti szakaszon található Detroit kikötője, majd a csatorna északra fordulván egy mesterségesen szélesített folyómederben érkezik a Huron-tóra.
A víziút utolsó eleme a Huron-tó és Felső-tó közötti zsiliprendszer.

## Technikai adatok
A víziút járhatósága nagyban függ a Szent Lőrinc-folyó vízjárásától. A csatornák és zsilipek a hideg miatt minden év decemberétől április elejéig zárva vannak, ez időben a hajózás nem lehetséges. A csatornán ma már az óceáni forgalomban közlekedő hajóknak mindössze 10%-a képes áthaladni.
| Hossz:                  | 3500 km                                |
| A víztükör szélessége   | minimum 100 méter                      |
| A hajóút szélessége     | minimum 60 méter                       |
| Mélység                 | minimum 8,0 méter                      |
| Áthidalt szintkülönbség | 159 méter (Montréal és Chicago között) |

Lehetséges legnagyobb hajóméretek:
| Hossz:                   | 225,5 méter |
| Magasság víztükör felett | 35,5 méter  |
| Merülés                  | 8,2 méter   |